# Gill (Gewässer)
Gill oder Ghyll wird als Bezeichnung für einen Fluss und auch ein enges Tal in Nordengland gebraucht. Das Wort kommt aus der altnordischen Sprache. 
Wenn das Wort ein enges Tal bezeichnet, dann wird der Fluss in diesem Tal meist als Beck bezeichnet. So fließt der Gunnerside Beck durch das Tal Gunnerside Gill. In Variationen wie Bäke, Beke, Beek, Beeke als eine mittelniederdeutsche Bezeichnung für „Bach“ ist das Wort Beck auch in der deutschen Sprache vertreten. Siehe Bek. 